# Rajd Valais 2007
Rajd Valais 2007 (48. Rallye International du Valais) – 48 edycja rajdu samochodowego Rajd Valais rozgrywanego w Szwajcarii. Rozgrywany był od 25 do 27 października  2007 roku. Była to ósma runda Intercontinental Rally Challenge w roku 2007 oraz szósta runda Rajdowych Mistrzostw Szwajcarii. Składał się z 17 odcinków specjalnych.

## Klasyfikacja rajdu
| Miejsce                        | Kierowca                       | Pilot                          | Samochód                       | Czas                           | Strata                         |                                |
| Klasyfikacja generalna i (IRC) | Klasyfikacja generalna i (IRC) | Klasyfikacja generalna i (IRC) | Klasyfikacja generalna i (IRC) | Klasyfikacja generalna i (IRC) | Klasyfikacja generalna i (IRC) | Klasyfikacja generalna i (IRC) |
| ------------------------------ | ------------------------------ | ------------------------------ | ------------------------------ | ------------------------------ | ------------------------------ | ------------------------------ |
| 1. (1.)                        | Nicolas Vouilloz               | Nicolas Klinger                | Peugeot 207 S2000              | 2:44.28,6                      | 0.0                            |                                |
| 2. (2.)                        | Enrique García Ojeda           | Jordi Barrabès                 | Peugeot 207 S2000              | 2:44.15,1                      | +6,5                           |                                |
| 3. (3.)                        | Umberto Scandola               | Guido D’Amore                  | Fiat Abarth Grande Punto S2000 | 2:44.47,5                      | +18,9                          |                                |
| 4. (4.)                        | Freddy Loix                    | Eddy Chevaillier               | Fiat Abarth Grande Punto S2000 | 2:44.48,3                      | +19,7                          |                                |
| 5.                             | Olivier Burri                  | Fabrice Gordon                 | Subaru Impreza WRX STI         | 2:48.01,9                      | +3.33,3                        |                                |
| 6.                             | Grégoire Hotz                  | Pietro Ravasi                  | Renault Clio S1600             | 2:49.46,2                      | +5.17,6                        |                                |
| 7.                             | Karl-Friedrich Beck            | Jörg Stierle                   | Renault Clio R3                | 2:56.17,8                      | +11.59,2                       |                                |
| 8.                             | Róbert Bútor                   | Imre Tóth                      | Suzuki Swift S1600             | 2:56.46,4                      | +12.17,8                       |                                |
| 9. (5.)                        | Luca Betti                     | Giovanni Bernacchini           | Honda Civic Type-R R3          | 2:58.47,2                      | +14.18,6                       |                                |
| 10. (6.)                       | Philippe Roux                  | Eric Jordan                    | Fiat Abarth Grande Punto S2000 | 2:59.31,3                      | +15.02,7                       |                                |